# Gåshaga station
Gåshaga är en av Lidingöbanans stationer belägen vid Värdshusvägen i kommundelen Gåshaga i Lidingö kommun, Stockholms län.

## Beskrivning
Hållplatsen Gåshaga ligger vid Värdshusvägen strax väster om korsningen med Södra Kungsvägen, intill Käppalaverket. Nuvarande hållplatsen anlades i samband med upprustningen av Lidingöbanan 2013–2015, knappt 100 meter väster om Talluddens hållplats som lades ner 2013. Talludden hade sitt namn efter en stor sommarvilla som stod längst ut på udden med utsikt över Stockholms inlopp. Det 850 meter långa "Rastaspåret", som byggdes 1928, utgick från en växel cirka 420 meter väster om Talluddens hållplats.

### Stationshuset
Vid Gåshaga finns även en av Lidingöbanans typiska väntkiosker. Den byggdes 1916 och stod tidigare vid Tallkrogen och pryder sedan år 2015 hållplatsen Gåshaga. Under några år stod här väntkiosken från Gåshaga Övre där banan slutade 1946. Det lilla huset fick sitt nuvarande utseende (med utsvängt takfall mot perrongen) i samband med en modernisering 1951 och inrymde under många år en Pressbyråkiosk. Vänthuset flyttades 2014 till Gåshaga Brygga och ersattes med den från Tallkrogen. Enligt en kulturhistorisk byggnadsinventering från 2011 klassas Gåshagas väntkur som kategori 1 vilket innebär ”stort kulturhistoriskt värde”. Utöver väntpaviljongen finns även ett modernt väderskydd i stål och glas.

## Bilder

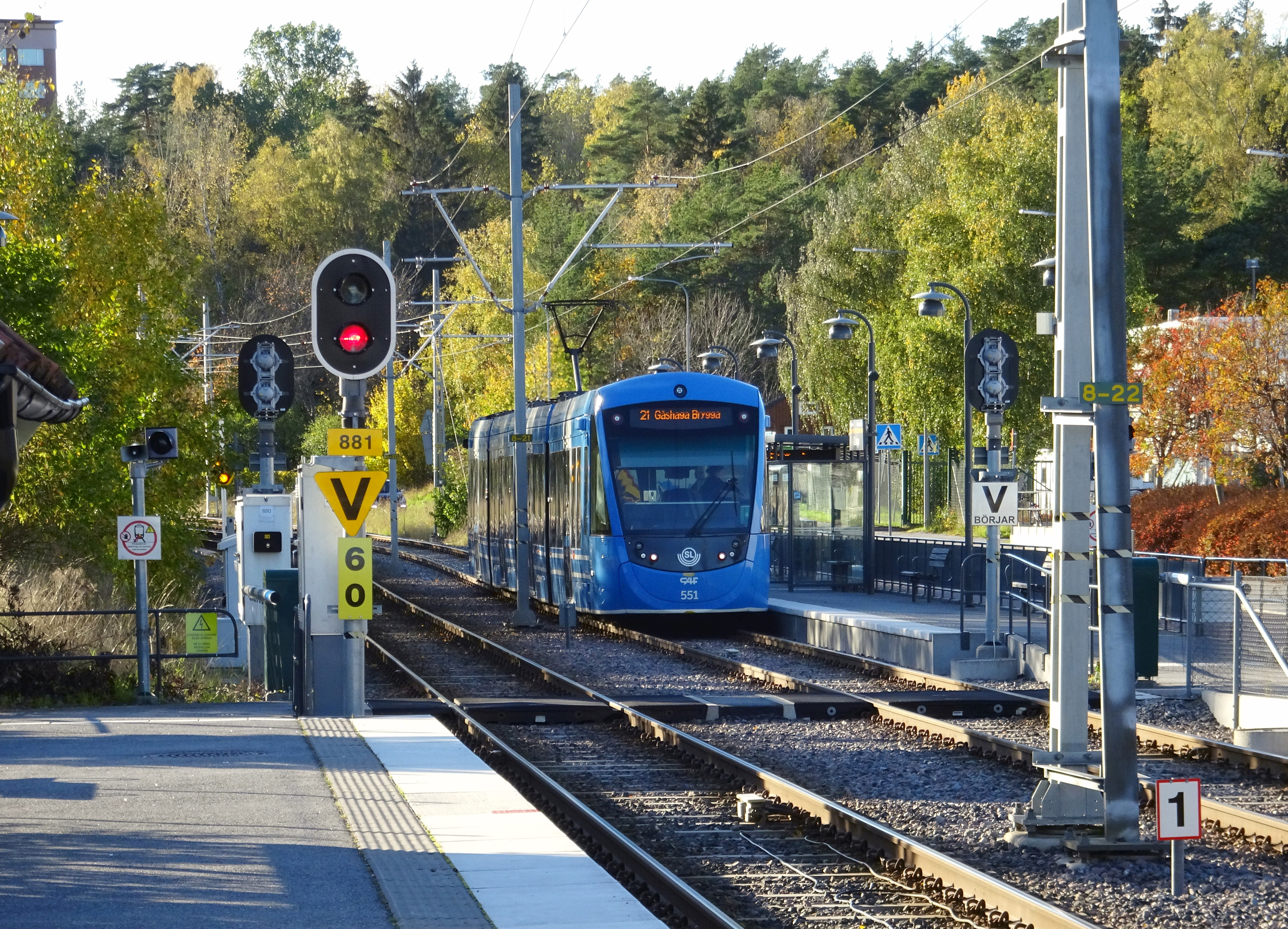
Tåget mot Gåshaga brygga.
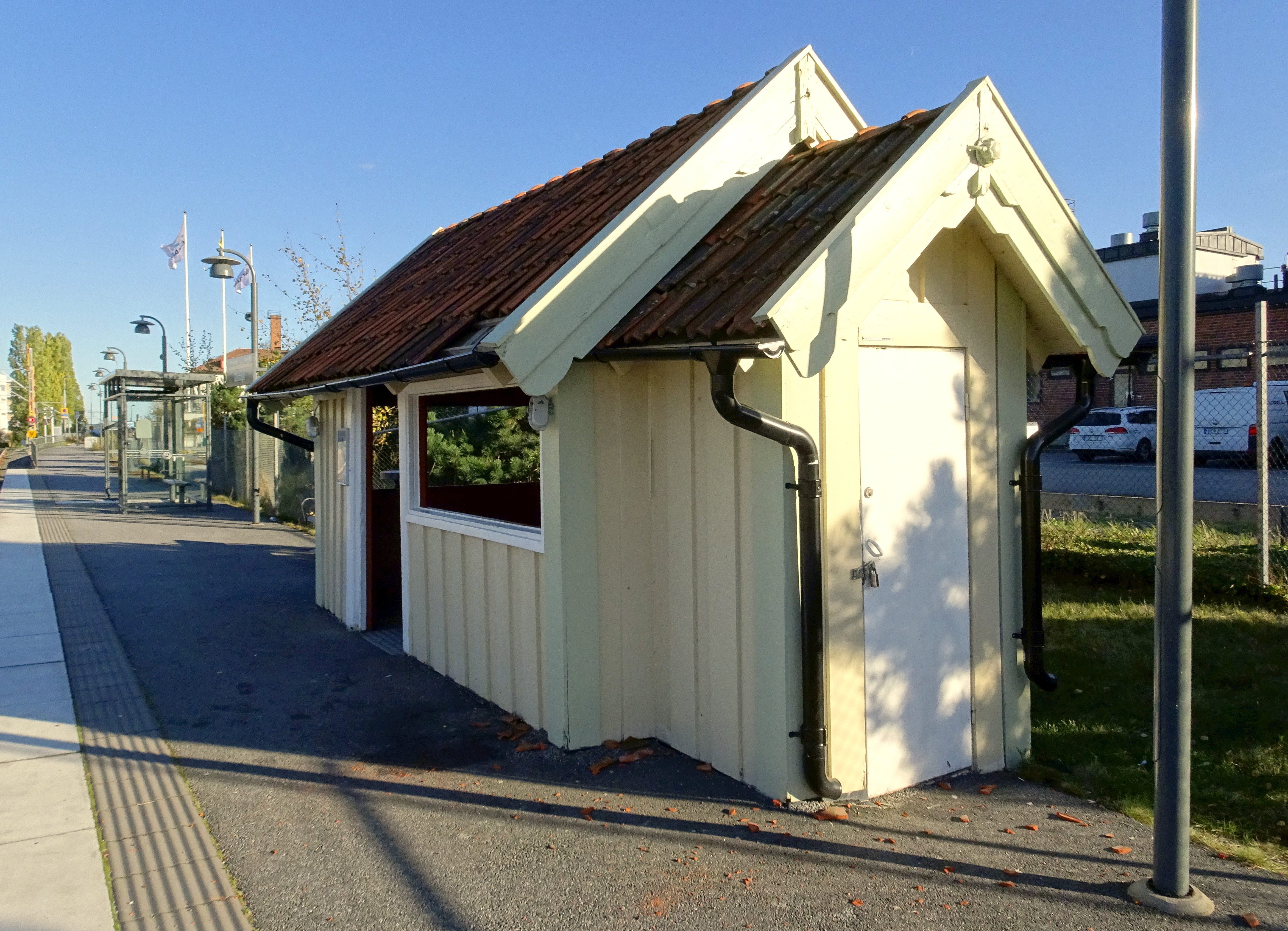
Gåshagas väntkur stod tidigare vid Talludden.
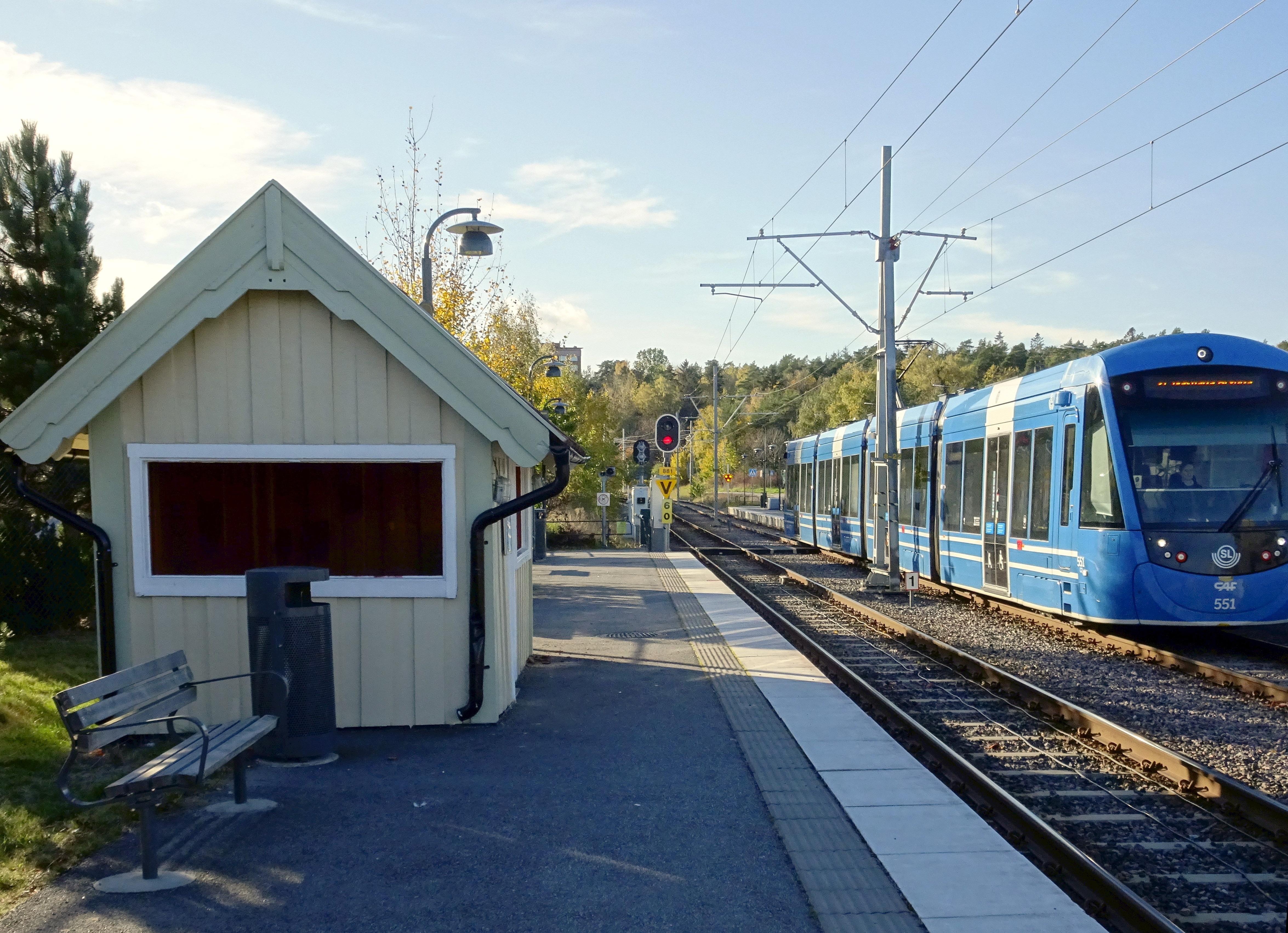
Gåshaga hållplats i oktober 2021.
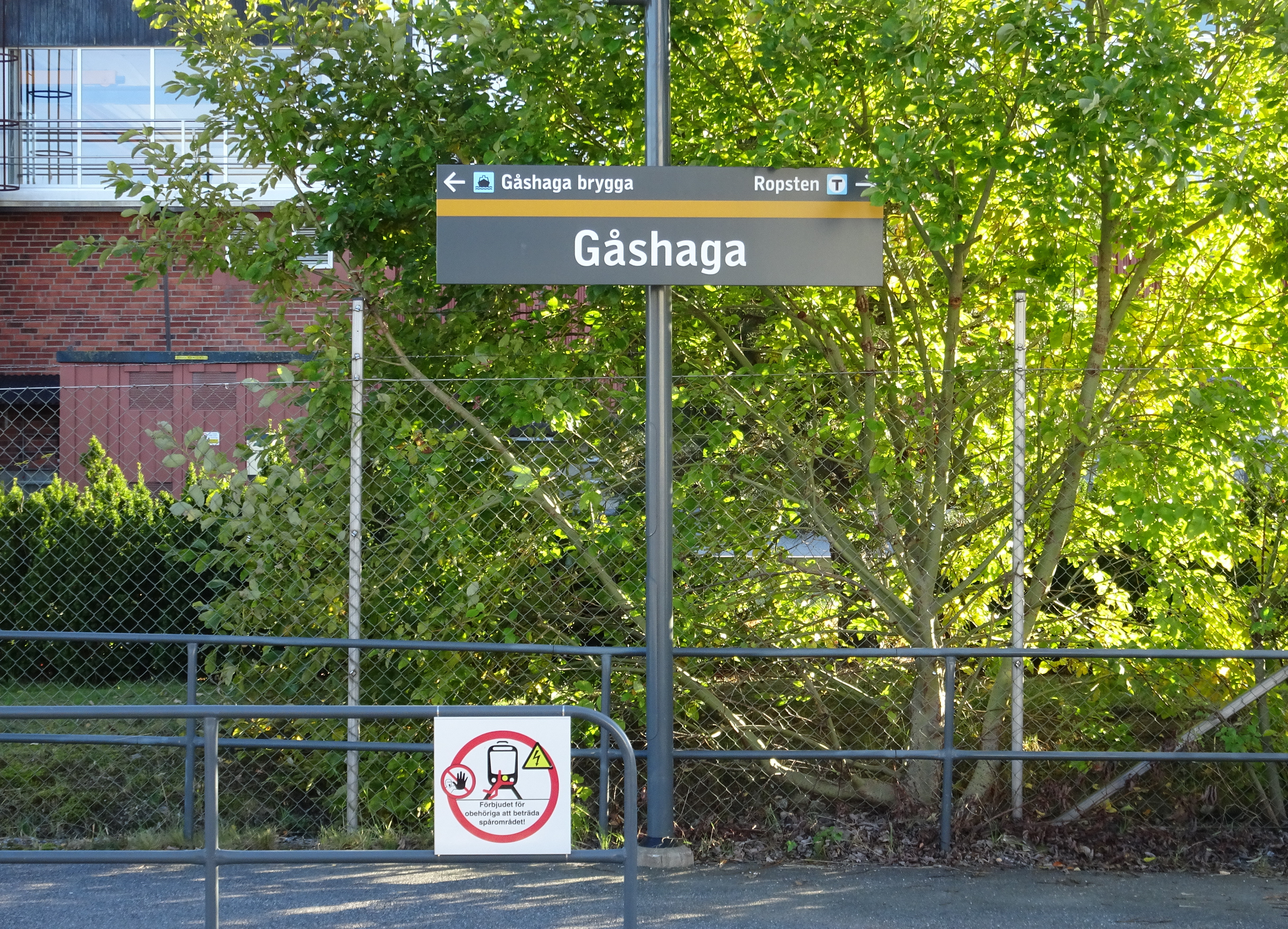
Hållplatsens skylt.